# Календеровци-Горни
Календеровци-Горни (серб. Календеровци Горњи) — населенный пункт (деревня) в общине Дервента, который принадлежит энтитету Республике Сербской, Босния и Герцеговина. По результатам югославской переписи населения 1991 года в Календеровци-Горни проживало 512 человек.

## Население
В населении деревни преобладают сербы.
| 1961                           | 1971 | 1981 | 1991 | - | - | - |
| ------------------------------ | ---- | ---- | ---- | - | - | - |
| 620                            | 579  | 544  | 512  | - | - | - |
| Гистограмма динамики населения |      |      |      |   |   |   |

### Национальный состав
1991 год:
- Сербы — 503 человека (98,24 %)
- Хорваты — 3 человека (0,58 %)
- Югославы — 5 человек (0,97 %)
- Мусульмане — 0 человек (0,00 %)
- Другие — 1 человек (0,19 %)